# Theo Angelopoulos
Theodoros Angelopoulos, mais conhecido como Theo Angelopoulos (Atenas, Grécia, 17 de abril de 1936 - 24 de janeiro de 2012), foi um cineasta grego.

## Biografia
Theo Angelopoulos teve uma longa trajetória até se envolver com cinema. Primeiramente cursou Direito em Atenas, mas não chegou a concluir o curso. Em seguida estudou Literatura, na Universidade de Sorbonne, em Paris. Depois de formado começou a estudar Cinema, mas antes de se graduar entra em conflito com os professores e é expulso da escola em que estava matriculado.
Ao voltar para a Grécia, começa a trabalhar como crítico de cinema, em um jornal de esquerda chamado "Mudança Democrática". Com o golpe militar de 1967, fica desempregado. No entanto, em 1968, realiza um antigo sonho ao dirigir seu primeiro filme, "A Emissão", um curta-metragem.
Em um curto período de tempo, apesar da falta de recursos, consegue finalizar dois filmes. Com seu terceiro longa, "A viagem dos comediantes", de 1975, consegue sucesso internacional. A partir daí torna-se o diretor grego mais reconhecido no mundo, colecionando, mais tarde, diversos prêmios internacionais, entre eles, a Palma de Ouro, por A Eternidade e Um Dia.
Seus filmes são conhecidos pelas longas cenas sem cortes (plano-sequência), pelo silêncio, alegorias e referências mitológicas, além da temática que percorre os caminhos da melancolia na civilização moderna - de maneira mais específica em duas fases: a primeira mais marxista-brechtiana, e a segunda, a partir de "Viagem a Citera", com abordagens mais emocionais e subjetivas.
Angelopoulos foi atropelado por um motociclo no Pireu, sul de Atenas, em 24 de janeiro de 2012. Levado para o hospital, ficou na unidade de cuidados intensivos mas acabou por não resistir aos múltiplos ferimentos sofridos no acidente, tendo falecido no mesmo dia.
A sua casa e o seu arquivo pessoal ficaram destruídos nos incêndios de 2018 que atingiram as localidades costeiras da Ática em julho de 2018.

## Filmografia
- Trilogia I: To livadi pou dakryzei - 2004
- A Eternidade e Um Dia (Mia aioniotita kai mia mera) - 1998
- Um olhar a cada dia (To vlemma tou Odyssea) - 1995
- Lumière e Companhia (Lumière et compagnie) - 1995
- O passo suspenso da cegonha (To meteoro vima tou pelargou) - 1991
- Paisagem na neblina (Topio stin omichli) - 1988
- O apicultor (O melissokomos) 1986 : Photos
- Viagem a Citera (Taxidi sta Kythira) - 1984
- Atenas - 1983
- Athina, epistrofi stin Akropoli (TV) (curta-metragem) - 1983
- Chorio ena, katikos enas (TV) (curta-metragem) - 1981
- Alexandre, o grande (Megaleksandros) - 1980
- Os caçadores (I kynighoi)- 1977
- Os atores ambulantes (O thiassos) - 1975
- Dias de 36 (Meres tou 36) - 1972
- Reconstituição (Anaparastasi) - 1970
- A emissão (I Ekpombi) (curta-metragem) - 1968

## Prémios e nomeações
- Recebeu uma nomeação ao European Film Awards de Melhor Realizador, por "Trilogia I: To Livadi Pou Dakryzei" (2004).
- Recebeu uma nomeação ao Goya de Melhor Filme Europeu, por "To Vlemma tou Odyssea" (1995).
- Ganhou a Palma de Ouro no Festival de Cannes, por "Mia aioniotita kai mia mera" (1998).
- Ganhou o Grande Prémio do Júri no Festival de Cannes, por "To Vlemma tou Odyssea" (1995).
- Ganhou o Prémio Ecuménico do Júri no Festival de Cannes, por "Mia aioniotita kai mia mera" (1998).
- Ganhou o Prémio de Melhor Argumento no Festival de Cannes, por "Taxidi sta kithira" (1984).
- Ganhou três vezes o Prémio FIPRESCI no Festival de Cannes, por "O thiassos" (1975), "Taxidi sta kithira" (1984) e "To Vlemma tou Odyssea" (1995).
- Ganhou o Prémio FIPRESCI - Menção Especial no Festival de Berlim, por "Anaparastassi" (1970).
- Ganhou o Prémio FIPRESCI do Fórum do Novo Cinema no Festival de Berlim, por "Meres tou 36" (1972).
- Ganhou duas vezes o Prémio Interfilm do Fórum do Novo Cinema no Festival de Berlim, por "O thiassos" (1975) e "Topio stin omichli" (1988).
- Ganhou o Leão de Ouro no Festival de Veneza, por "Megaleksandros" (1980).
- Ganhou o Leão de Prata no Festival de Veneza, por "Topio stin omichli" (1988).
- Ganhou o Prémio FIPRESCI no Festival de Veneza, por "Megaleksandros" (1980).
- Ganhou o Prémio OCIC no Festival de Veneza, por "Topio stin omichli" (1988).